# Schlachtfest

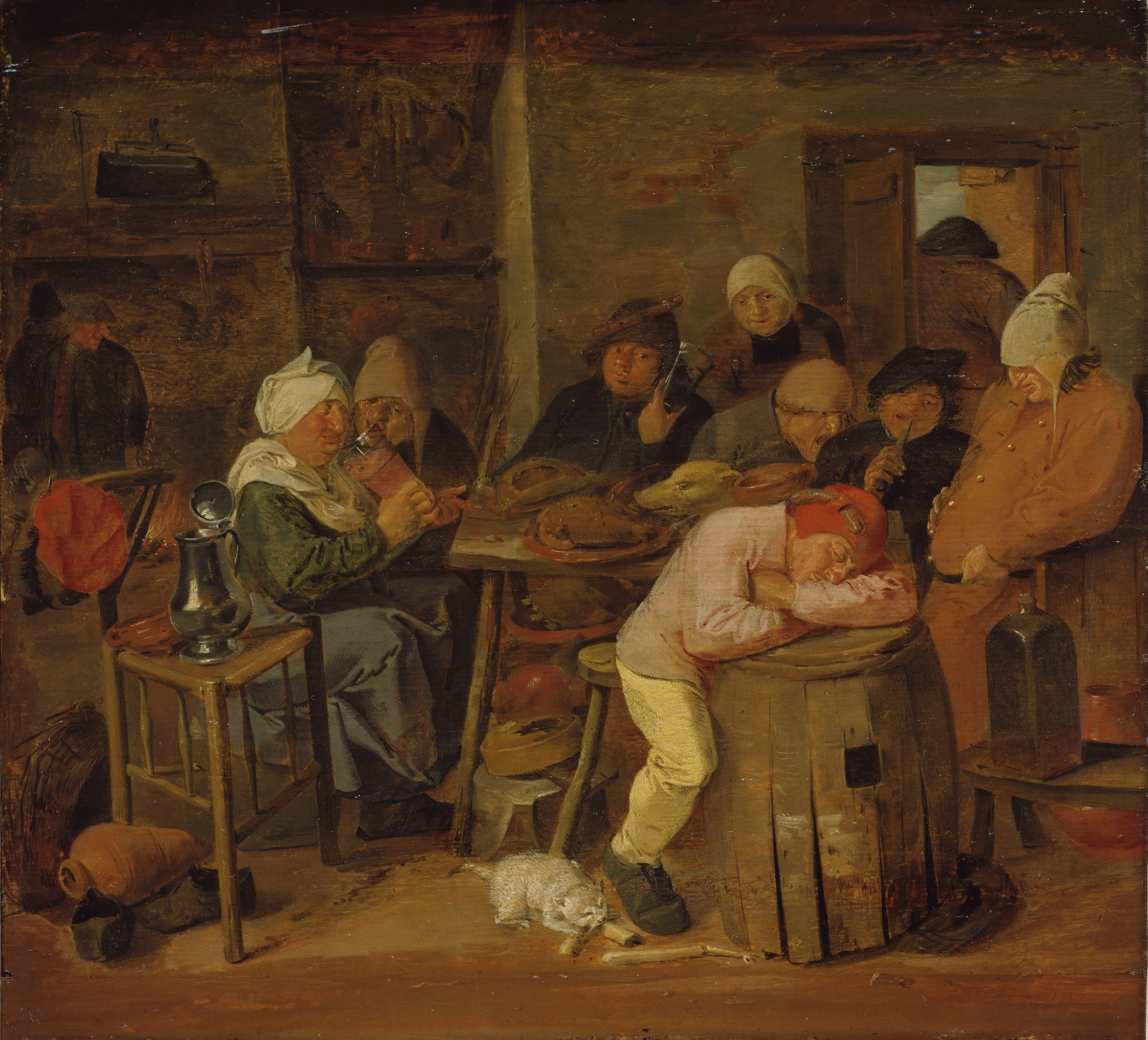
Bauerngesellschaft (Das Schlachtfest) von Adriaen Brouwer (zwischen 1627 und 1633)

Als Schlachtfest wird die feierliche gemeinschaftliche Schlachtung eines Tieres bezeichnet, der nicht selten ein Festmahl folgt.

## Geschichte
Das gemeinschaftliche Zerlegen und Essen von erlegten Tieren kann durch Aschen- und Knochenfunde bis in die Altsteinzeit nachgewiesen werden. Zuerst wurde die Erlegung eines Tieres durch die Jagd feierlich begangen, mit der Domestikation verlagerte sich der Brauch zunehmend zur Feier der Schlachtung eines aufwändig und über einen langen Zeitraum gemästeten Tieres, das für die ganze Dorf- oder Clangemeinschaft – oder auch nur eine Familie – meist etwas Besonderes war. Das zu schlachtende Tier wurde vor dem Schlachten reich geschmückt und nicht selten vor der Tötung von einem religiösen Würdenträger gesegnet, um die Besonderheit des Augenblickes zu verstärken, aus Urfehde und/oder um böse Geister vom Fleisch und somit von den späteren Verzehrenden fernzuhalten. Parallelen können zum religiösen Opferfest oder rituellen Opferungen gezogen werden, auch wenn da der Nahrungserwerb eher nebensächlich war und ist.
Im alten Griechenland wurden bei Schlachtungen und Opferungen Knochen und Fett des Tiers verbrannt, um die Götter gnädig zu stimmen oder ihnen auch (in ihrem Glauben verankert) dadurch Nahrung zu liefern. So wird in der Ilias von Homer mehrfach erwähnt, dass Odysseus Vieh schlachten lässt, aber nicht explizit nur zur reinen Opferung. Die Überschneidung zwischen Schlacht- und Opferfest wird sichtbar, da er nur einige Fleischstücke zu Ehren der Götter verbrennt, den Rest des Fleisches aber mit seinen Männern teilt. In der Segnung kann man eventuell noch animistische Reste eines Jagdzaubers bzw. der Bändigung und Beschwörung des Tiergeistes sehen, der noch in einigen Ethnischen Religionen vorkommt. So wird durch die Segnung das Tier auch um Entschuldigung gebeten, dass es jetzt zum Nahrungserwerb sein eigenes Leben lassen muss. Das Schlachtfest kann somit auch als ein Leichenschmaus zu Ehren des Tieres gesehen werden. In Steinzeithöhlen wie der Höhle von Lascaux sind ausgiebige Wandmalereien und Felszeichnungen zu sehen, deren Ursprung wohl in diesem Zwiespalt zu suchen ist, einerseits das Tier zum Fortbestand der eigenen Art töten zu müssen, andererseits der Wunsch, durch den Verzehr des Fleisches die Stärke des Tieres aufzunehmen bzw. den Geist des Tieres gnädig zu stimmen, um die Geisterwelt nicht gegen sich aufzubringen.
Aus Schlachtfesten entwickelte sich auch die amerikanische Barbecue-Tradition.

## Gegenwart

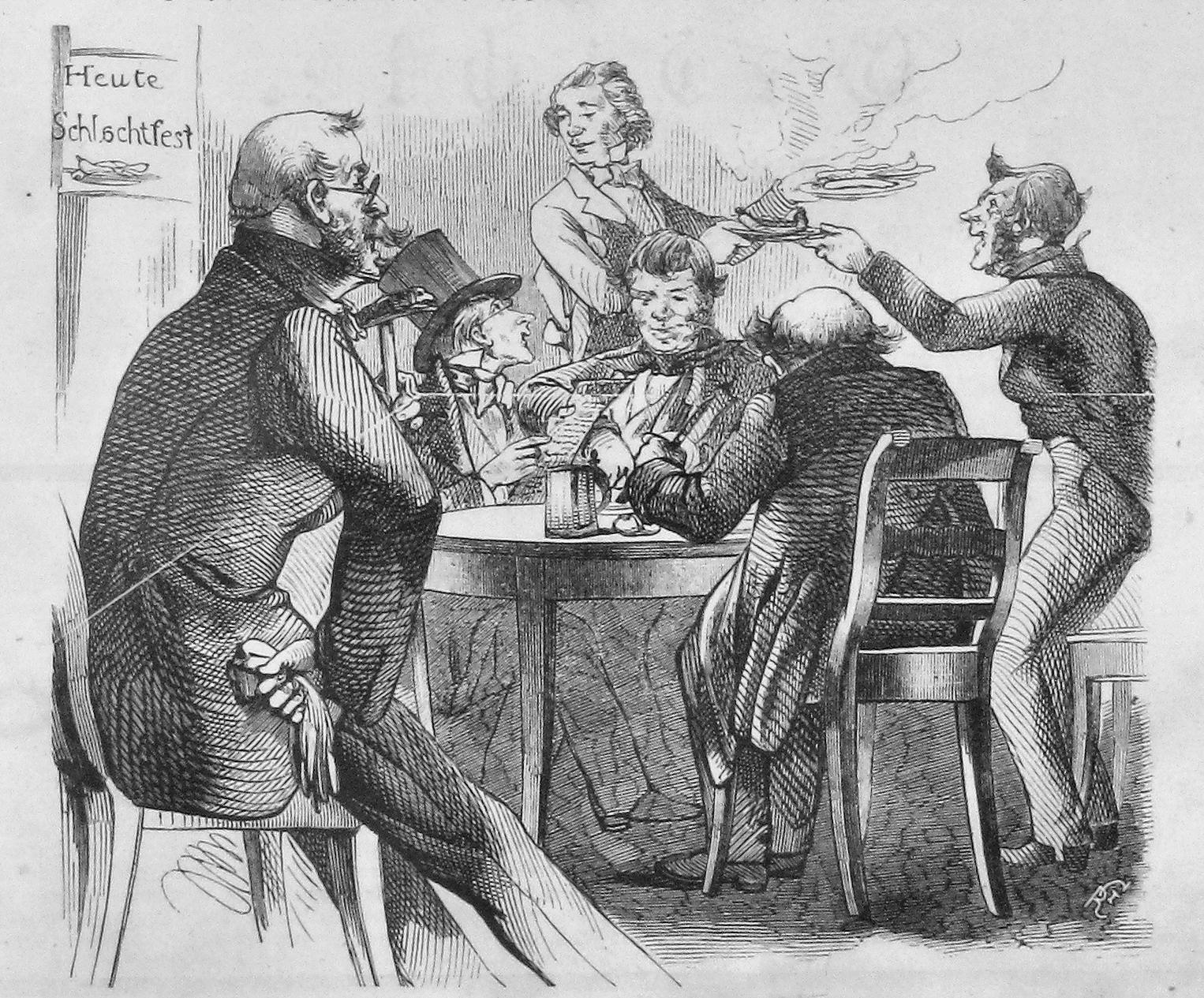
Schlachtplatte im Dorfgasthaus (1863).

In manchen Gegenden Deutschlands, z. B. in Bayern, Franken und Teilen der Pfalz, war und ist die Hausschlachtung eines selbst aufgezogenen Schweins oder eines für die Schlachtung gekauften Schweins durch einen Privathaushalt oder eine Gastwirtschaft ein Fest, das als Schlachtfest bezeichnet und gefeiert wird. Zu einem Schlachtfest in der Pfalz gehören Wurstsuppe, Pfälzer Leberwurst, Blutwurst, Bratwurst, Leberknödel, Schweinepfeffer, Kesselfleisch und Sauerkraut. Üblich war bei einer Hausschlachtung, dass Metzelsuppe an die Nachbarn verschenkt wurde, die diese oft mit Milchkannen abholten. Oft kauften die Nachbarn dann auch etwas von den frischen Würsten oder erhielten für geleistete Mithilfe bei der Verarbeitung des Fleisches einen Anteil. Getrunken wird in der Pfalz Wein. Auch die Hausschlachtung einer Gastwirtschaft wird dort als Schlachtfest bezeichnet. Im Dorf wusste jeder Bescheid, Auswärtige konnten das Schlachtfest an einer draußen aufgehängten aufgeblasenen Schweinsblase erkennen. Vereinzelt wird dies in Dörfern heute noch praktiziert.
Das Gestalten der Hausschlachtung und Verschenken von Metzelsuppe und Würsten an Familienmitglieder und Nachbarn war und ist noch heute im deutschsprachigen Raum allgemein üblich.
In Österreich wird ein Schlachtfest meist als Sautanz bezeichnet.

### Schlachtfeste in Deutschland
- Bericht über den Schlachtfestmonat November
- Bericht über ein historisches Schlachtfest in Delmenhorst (Memento vom 11. Februar 2013 im Webarchiv archive.today)
- Bericht über Schlachtfeste in einem Ort in Schwaben im Ehninger Heimatkalender, Eintrag: Februar Hausschlachtung 1953 (Memento vom 9. April 2014 im Internet Archive)

### Schlachtfeste in der Urgeschichte
- Seite zum Thema Eiszeitjäger
- Seite zum Thema Jagdzauber